# Adesmia macrostachya
Adesmia macrostachya es una especie de planta floral del género Adesmia, categorizada en la tribu Dalbergieae, de la familia Fabaceae.

## Distribución
Especie nativa de Argentina. Crece en el bioma subtropical.

## Taxonomía
Fue descrita por Benth. y publicada en C.F.P.von Martius & auct. suc. (eds.), Fl. Bras. 15(1): 55 (1898).